# جونيور تومسون
جونيور تومسون (بالإنجليزية: Junior Thompson)‏ هو لاعب كرة قاعدة أمريكي، ولد في 7 يونيو 1917 في لاتهام في الولايات المتحدة، وتوفي في 24 أغسطس 2006 في سكوتسديل في الولايات المتحدة.

## وصلات خارجية
- جونيور تومسون على موقع دوري كرة القاعدة الرئيسي (الإنجليزية)
- جونيور تومسون على موقعبيزبول رفرنس.كوم (الدوري الرئيسي) (الإنجليزية)
- جونيور تومسون على موقعبيزبول رفرنس.كوم (الدوري الثانوي) (الإنجليزية)